# Antics Jutjats de Mataró
Els Antics Jutjats de Mataró són un edifici del municipi de Mataró (Maresme) que forma part de l'Inventari del Patrimoni Arquitectònic de Catalunya.

## Descripció
És un edifici civil. Ocupa gran part de la superfície de la Plaça Gran de Mataró i té edificis adossats als murs laterals. Està format per una planta baixa, dos pisos i un terrat. Arrebossat en forma de carreus. Destaquen els elements que li donen aspecte neoclàssic: quatre pilastres adossades que recorren el primer i segon pis de la façana, separant els cinc cossos de l'edifici, de fust llis i capitell jònic; trencaaigües damunt les finestres de la balconada del pis principal, balustres i coronament superior en forma de frontó circular.